# Esteban Montejo
Esteban Montejo, né le 26 décembre 1860 dans la province de Las Villas et mort le 10 février 1973, est un esclave cubain qui s'est échappé vers la liberté avant que l'esclavage ne soit aboli sur l'île en 1886. Il a vécu comme un marron (esclave fugitif) dans les montagnes jusqu'à cette époque. Il a également servi dans la guerre d'indépendance cubaine. Il est connu pour avoir publié sa biographie en 1966, en espagnol et en anglais, plusieurs années avant sa mort et alors qu'il avait déjà plus de 100 ans. Il a vécu jusqu'à 112 ans.
Après avoir été présenté dans un article de journal, Montejo est contacté en 1963 par l'ethnologue cubain Miguel Barnet, qui mène une série d'entretiens enregistrés avec lui. À partir de ceux-ci, il publie un livre sur la vie de Montejo. Le livre en espagnol est publié comme une biographie de Montejo par Barnet et en anglais comme une autobiographie par Montejo.

## Biographie
Esteban Mesa Montejo est né en esclavage en 1860 dans une plantation de canne à sucre à Cuba. Il grandit avec la religion afro-cubaine, la santeria, qui combine le catholicisme et des éléments de la religion yoruba.
En tant que jeune homme, il est déterminé à être libre et s'échappe de la plantation. Il fuit vers les montagnes, où se trouvent des communautés de marrons, des esclaves réfugiés qui vivent hors de la portée des planteurs. Cuba n'abolit l'esclavage qu'en 1886, lorsque Montejo a environ 26 ans.
Après cela, il travaille principalement dans des fermes et des plantations, qui constituent la majeure partie de l'économie cubaine. Pendant la guerre d'indépendance en 1898, il se bat pour une Cuba indépendante. Au cours de ses dernières années, il vit dans un foyer pour anciens combattants.
En 1962, Montejo est l'une des deux personnes présentées dans un article de journal sur les Cubains âgés de plus d'un siècle ; tous deux sont d'anciens esclaves. Il est alors contacté par l'ethnologue Miguel Barnet, qui veut l'interroger sur sa vie.
Barnet édite les transcriptions et publie un compte rendu de la vie de Montejo en 1966, sous le titre Biografía de un cimarrón. Le livre de Montejo et Barnet comprend des descriptions de l'expression religieuse afro-cubaine et de la vie de Montejo en tant qu'esclave fugitif. Il raconte également ses souvenirs de la guerre d'indépendance cubaine contre l'Espagne en 1898, dans laquelle il a combattu, et l'intervention des États-Unis et l'occupation de Cuba par leurs forces militaires jusqu'en 1902. Barnet termine le récit du livre en 1905.
Une traduction anglaise est publiée en 1966 au Royaume-Uni et en Australie sous le titre The Autobiography of a Runaway Slave. Des années plus tard, il est publié en anglais aux États-Unis, sous le titre Biography of a Runaway Slave.

## Hommages
Hans Werner Henze lit le livre, rencontre Montejo à Cuba et compose le récital El Cimarrón (en), l'écrivain Hans Magnus Enzensberger se chargeant du livret.

## Publications
- (en) Esteban Montejo et Miguel Barnet, The Autobiography of a Runaway Slave, Londres, Macmillan Caribbean, 1993 (ISBN 0333535073, lire en ligne).
- (es) Miguel Barnet, Biografía de un cimarrón, Madrid, Alfaguara, 1984 (ISBN 842042143X, lire en ligne).